# 李法圣
李法圣（1935年7月—2021年10月23日），男，山西祁县人，中國昆虫学家，於北京农业大学植保系任職，專長於啮虫目物種的研究，從1990年代到現在著有多份相關研究，曾發現多個新的物種，而等𪘅属有多個不同層階的物種分類都是由他來命名。著有《中國𪘅目誌》一書。

## 著作列表
- . 中國科學出版社. 2002-01-01  [2015-01-28]. ISBN 9787030091734. （原始内容存档于2015-02-04） （中文（简体））.：包括有62個新的屬[2]。
- Yang, X. (编). . 1997: 387.
- . 《贵州科学》. 1993-02, 1993年 (02期)  [2014-12-16]. （原始内容存档于2020-09-18） （中文（简体））.

## 命名物種及分類
- 單𪘅科等𪘅屬
  - 圓點等𪘅 Isophanes cyclostigma  Li, 1993：於南非發現。[1][4]
  - 酆都等𪘅 Isophanes fengduensis Li, 1997：[5]
  - 尖點等𪘅 Isophanes oxyostigma  Li, 1993[6]
  - 楊氏等𪘅 Isophanes yangi Li, 1993[1][7]
- Ancylopsocus Li, 1997[8]